# الإرهاب ليلا (فلم 1946)
الإرهاب ليلاً (بالإنجليزية: Terror by Night) فيلم غموض من سلسلة أفلام شرلوك هولمز، تم عرضه عام 1946 مقتبس عن رواية شرلوك هولمز من تأليف آرثر كونان دويل ومن بطولة بازل راثبون.

## مقالات ذات صلة
- شرلوك هولمز

## روابط خارجية
- مقالات تستعمل روابط فنية بلا صلة مع ويكي بيانات